# أريل (غزال)
الأَرْيَل أو غزال سومرنغ (الاسم العلمي: Nanger soemmerringii) غزال من جنس الننغر وجد شرق إفريقيا في جيبوتي وإريتريا وإثيوبيا والصومال ولم يعد موجودًا في السودان.

## اقرأ كذلك
- قائمة مزدوجات الأصابع حسب العدد